# Бердыш-ружьё

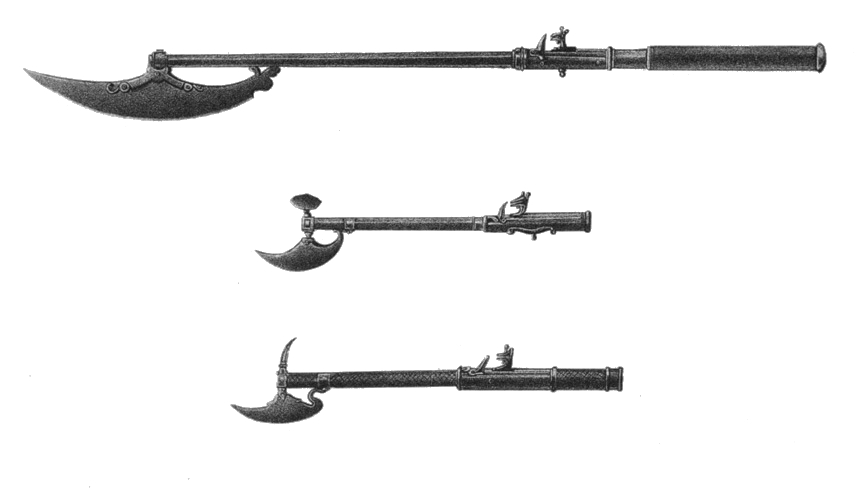
Бердыш-ружьё и пистоли с топорками XVII века

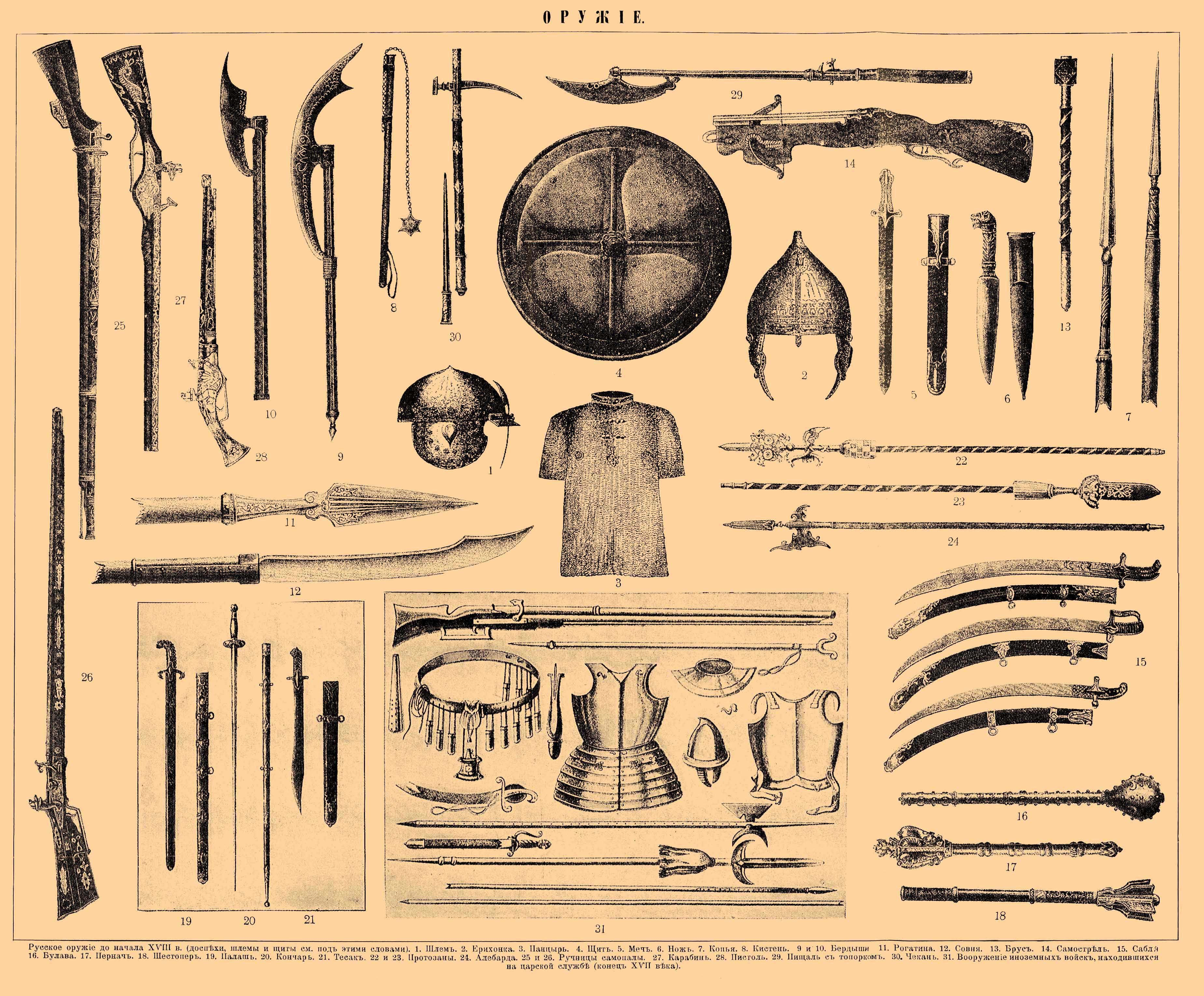
Русские оружие и доспехи до XVIII века; под №29 — бердыш-ружьё.

Берды́ш-ружьё (пищаль с топором) — разновидность комбинированного огнестрельно-холодного оружия, сочетающая в себе черты бердыша и ружья, изобретённое и получившее ограниченное применение в XVII веке.

## Устройство
Бердыш-ружьё конструктивно представляло собой фитильное, а позднее и кремнёвое ружьё со спрямлённым для удобства хвата в рукопашной прикладом, на конце ствола которого крепилось специальное полотно, по форме аналогичное полотнам обычных бердышей, но более компактное и не закрывавшее линии огня.

## Применение
Бердыш-ружьё было создано в начале—середине XVII века и ограниченно применялось на его протяжении. Использовалось в Русском царстве, в частности — донскими казаками.
Хотя бердыш-ружьё было весьма грозным оружием, действенным в рукопашной, широкого распространения оно не получило, окончательно выйдя из употребления после появления байонетов.

## Вклад в развитие вооружений
Бердыш-ружьё было одной из ранних и при этом одной из наиболее успешных попыток увеличить эффективность стрелков в ближнем бою путём совмещения огнестрельного и холодного оружия, которые в итоге привели к созданию штыка.

## Сохранившиеся образцы
Экземпляр данного вида оружия (с кремнёвым замком), созданный в XVII веке русскими оружейниками, хранится в Государственной Оружейной палате в Москве.